# دایزو هوریکوشی
دایزو هوریکوشی (انگلیسی: Daizo Horikoshi؛ زادهٔ ۱۴ سپتامبر ۱۹۹۶) بازیکن فوتبال است.